# Catedrala din Becicherecu Mare
Catedrala Sfântul Ioan Nepomuk este un monument istoric din Becicherecu Mare. Lăcașul este catedrala Diecezei de Becicherecu Mare. Din 2008 până în 2022 episcop al acestei dieceze a fost episcopul László Német, în prezent arhiepiscop mitropolit de Belgrad și cardinal.